# Ирландия на зимних Олимпийских играх 2014
Ирландия принимала участие в зимних Олимпийских играх 2014, которые прошли в Сочи, Россия с 7 по 23 февраля 2014 года.

## Состав и результаты олимпийской сборной Ирландии

### Горнолыжный спорт
Мужчины
| Соревнование      | Спортсмены | Скоростной спуск/ 1 спуск | Скоростной спуск/ 1 спуск | Слалом/ 2 спуск | Слалом/ 2 спуск | Всего | Место |
| Соревнование      | Спортсмены | Время                     | Место                     | Время           | Место           | Всего | Место |
| ----------------- | ---------- | ------------------------- | ------------------------- | --------------- | --------------- | ----- | ----- |
| Гигантский слалом | Конор Лайн |                           |                           |                 |                 |       |       |
| Слалом            | Конор Лайн |                           |                           |                 |                 |       |       |

Женщины
| Соревнование      | Спортсмены   | Скоростной спуск/ 1 спуск | Скоростной спуск/ 1 спуск | Слалом/ 2 спуск | Слалом/ 2 спуск | Всего | Место |
| Соревнование      | Спортсмены   | Время                     | Место                     | Время           | Место           | Всего | Место |
| ----------------- | ------------ | ------------------------- | ------------------------- | --------------- | --------------- | ----- | ----- |
| Гигантский слалом | Флоренс Белл | DNF                       | DNF                       | DNF             | DNF             | DNF   | DNF   |
| Слалом            | Флоренс Белл | 1:07,78                   | 53                        | DNF             | DNF             | -     | -     |

### Лыжные гонки
Мужчины
Дистанционные гонки
| Соревнование              | Спортсмены  | Результат | Место |
| ------------------------- | ----------- | --------- | ----- |
| 15 км классическим стилем | Ян Росситер |           |       |

### Скелетон
Мужчины
| Соревнование | Спортсмены  | 1 заезд   | 1 заезд | 2 заезд   | 2 заезд | 3 заезд   | 3 заезд | 4 заезд   | 4 заезд | Итоговый результат | Итоговое место |
| Соревнование | Спортсмены  | Результат | Место   | Результат | Место   | Результат | Место   | Результат | Место   | Итоговый результат | Итоговое место |
| ------------ | ----------- | --------- | ------- | --------- | ------- | --------- | ------- | --------- | ------- | ------------------ | -------------- |
| Мужчины      | Шон Гринвуд |           |         |           |         |           |         |           |         |                    |                |

### Сноуборд
Спортсменов — 1
Слоупстайл
| Соревнование | Спортсмены     | Квалификация | Квалификация | Квалификация | Квалификация | Полуфинал | Полуфинал | Полуфинал | Финал                | Финал                | Финал                | Итоговое место |
| Соревнование | Спортсмены     | Заезд        | 1 спуск      | 2 спуск      | Место        | 1 спуск   | 2 спуск   | Место     | 1 спуск              | 2 спуск              | Место                | Итоговое место |
| ------------ | -------------- | ------------ | ------------ | ------------ | ------------ | --------- | --------- | --------- | -------------------- | -------------------- | -------------------- | -------------- |
| Мужчины      | Шимус О’Коннор | 2            | 33,50        | 40,00        | 13           | 60,75     | 70,25     | 9         | Завершил выступление | Завершил выступление | Завершил выступление | 17             |

Хафпайп
| Соревнование | Спортсмены     | Квалификация | Квалификация | Квалификация | Полуфинал | Полуфинал | Полуфинал | Финал   | Финал   | Финал |
| Соревнование | Спортсмены     | 1 спуск      | 2 спуск      | Место        | 1 спуск   | 2 спуск   | Место     | 1 спуск | 2 спуск | Место |
| ------------ | -------------- | ------------ | ------------ | ------------ | --------- | --------- | --------- | ------- | ------- | ----- |
| Мужчины      | Шимус О’Коннор |              |              |              |           |           |           |         |         |       |